# 타냐 레이체트
타니아 라이커트(Tanja Reichert, 1980년 9월 19일 ~ )는 캐나다의 배우이다.
밴쿠버에서 태어났다.

## 영화
- 2 Dudes And A Dream (2009)
- 위키드 위키드 게임즈 (2006년)
- 키스 키스 뱅뱅 (2005년)
- 클럽 드레드 (2004, Club Dread) - 켈리 역
- 믹스빌의 유령 (2001년)
- 헤드 오버 힐스 (2001년)
- 레저렉션 2 (2000년)
- 무서운 영화 (2000년)
- 레릭 헌터 (1999년)
- 레퀴엠 포 머더 (1999년)
- 이터널 리벤지 (1999년)
- 프리 폴 (1999년)
- 돈 룩 비하인드 유 (1999년)
- 달콤한 거짓말 (1998년)
- 트위스터 2 - 리벤지 오브 트위스터 (1998년)
- 크리스마스 리스트 (1997년)